# Oklahoma RedHawks
Oklahoma RedHawks er en Minor league baseballclub fra Oklahoma City, Oklahoma. De spiller i den Southern Division i American Conference of the Pacific Coast League. Deres stadion hedder AT&T Bricktown Ballpark. De er relateret til Texas Rangers.
| Sport | Spire Denne artikel om sport er en spire som bør udbygges. Du er velkommen til at hjælpe Wikipedia ved at udvide den. |